# Зелёновский сельский совет (Гусятинский район)
Зелёновский сельский совет (укр. Зеленівська сільська рада) — входит в состав
Гусятинского района
Тернопольской области
Украины.
Административный центр сельского совета находится в 
с. Зелёное.

## История
- 1939 — дата образования.

## Населённые пункты совета
- с. Зелёное
- с. Паевка